# Stenopogon taboarde
Stenopogon taboarde là một loài ruồi trong họ Asilidae. Stenopogon taboarde được Strobl miêu tả năm 1909. Loài này phân bố ở vùng Cổ Bắc giới.